# Catherine Opie
Catherine Opie (* 1961 in Sandusky, Ohio) ist eine US-amerikanische Künstlerin, die vor allem durch fotografische Porträts von Transgender, Tätowierten und Homosexuellen bekannt wurde. Sie lebt in Los Angeles und New York.

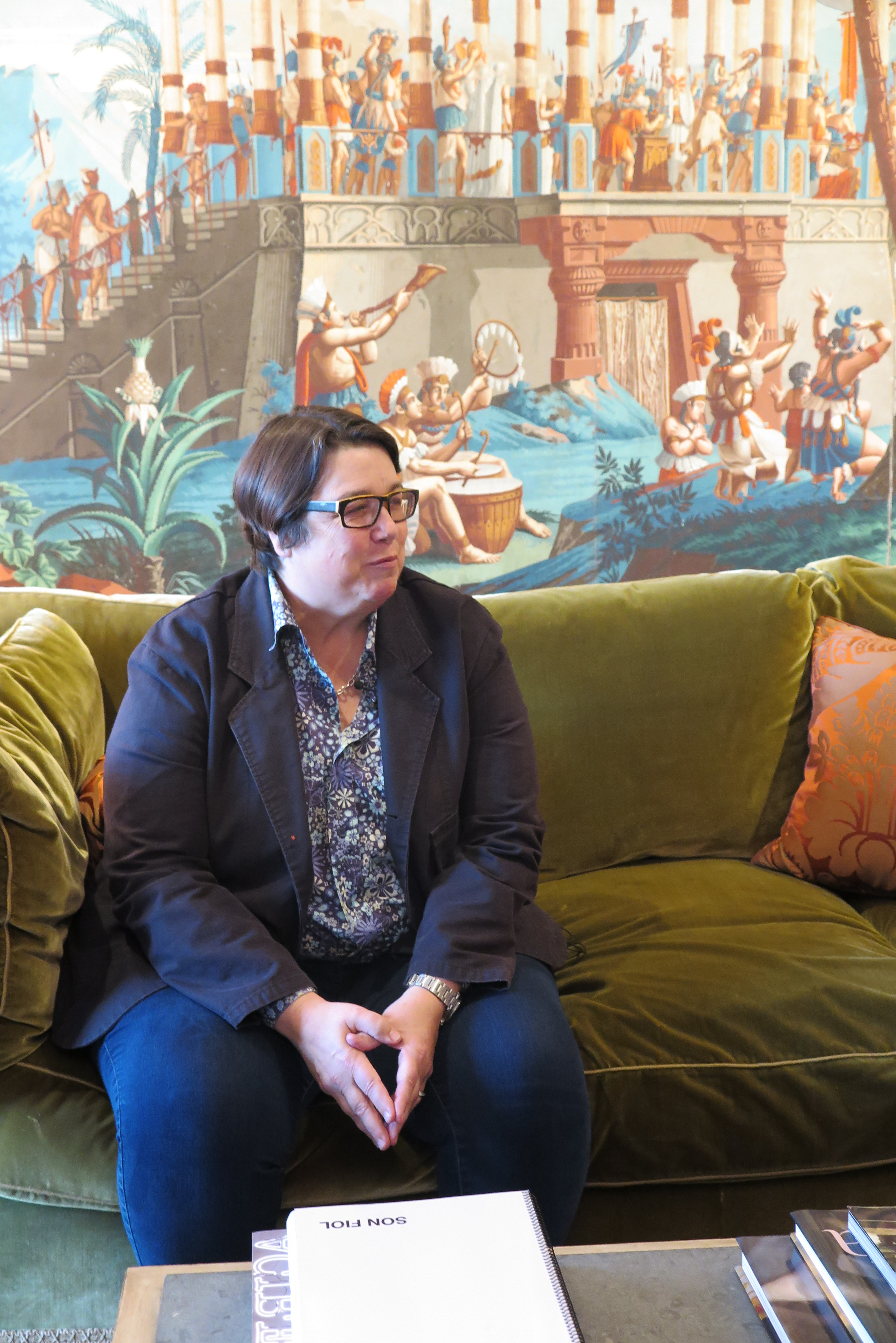
Catherine Opie (2016)

## Biografie
Catherine Opie studierte am San Francisco Art Institute und erhielt dort 1985 den Abschluss BFA (Bachelor of Fine Arts). Am California Institute of the Arts (CalArts) in Valencia erhielt sie 1988 den Master of Fine Arts (MFA). Von 2000 bis 2001 war sie Professorin für Fine Art an der Yale University in New Haven, Connecticut. Seit 2001 ist sie Professorin für Fotografie an der Universität von Los Angeles (UCLA).
Opies Werk besteht aus etlichen Selbstporträts, für die sie ihren Körper teilweise mit Nadeln durchstochen und geritzt hat, oder sich in besonderen Positionen oder Rollen zeigt. Einige Porträts zeigen andere Künstler, wie Ron Athey und stellen dabei ihre Körpermanipulationen, z. B. Tätowierungen und Piercings, dar. Andere Fotografien zeigen Paare aus der LGBT-Szene. Die Fotografien kombinieren Elemente der zeitgenössischen Kunst mit traditioneller Porträt-Fotografie und zeigen die Komplexität moderner Identitäten. Viele der Fotografien sind nahezu lebensgroß, Opie nutzt dazu speziell angefertigte, teilweise in Zimmergröße installierte Polaroid-Kameras.
In ihren neueren Arbeiten, die 2004 auf der Whitney-Biennale vorgestellt wurden, beschäftigt sie sich mit Architektur und urbanen Räumen, aber auch mit Landschaften im Eis und auf dem Wasser.
Die lesbische Künstlerin lebt mit ihrer Partnerin, der Malerin Julie Burleigh, sowie ihrem Sohn Oliver in Los Angeles.

## Ausstellungen
- 2008 Retrospektive im Guggenheim Museum New York: Catherine Opie: American Photographer

## Werk in Bildbänden
- Helen Molesworth (Hrsg.): Catherine Opie – empty and full. Texte (englisch) von Jill Medvedow, Helen Molesworth, Anna Stothart, Gespräch von Helen Molesworth mit der Künstlerin, Gestaltung von Margarethe Hausstätter, Verlag Hatje Cantz, Ostfildern 2011, ISBN 978-3-7757-3015-0.
- The Solomon R. Guggenheim Foundation (Hrsg.): Catherine Opie – American photographer. Texte (englisch) von Dorothy Allison, Jennifer Blessing, Nat Trotman, Interviews mit der Künstlerin von Russell Ferguson, Verlag Hatje Cantz, Ostfildern 2008, ISBN 978-3-7757-2292-6.